# Takayasu-Arteriitis
Die Takayasu-Arteriitis ist eine Autoimmunerkrankung, bei der es zu einer chronischen granulomatösen Entzündung der größeren Blutgefäße, insbesondere der Aorta und ihrer Hauptäste kommt, wodurch es zu Stenosen oder Verschlüssen sowie Aneurysmen von Gefäßen kommen kann, die in der Folge zu einem Bluthochdruck und Blutdruckunterschieden zwischen linken und rechten Extremitäten, aber auch zu Pulsabschwächung bis Pulslosigkeit führen können. Sie ist mit der Riesenzellarteriitis verwandt und zählt wie diese zu den (primären)  Vaskulitiden. Benannt ist sie nach einem ihrer Erstbeschreiber, Mikito Takayasu (1908).

## Epidemiologie
Die Takayasu-Arteriitis betrifft vor allem junge Frauen unter 40 Jahren. Sie ist eine seltene Erkrankung, die Inzidenz in Westeuropa liegt unter 1:1.000.000.

## Symptome
Die Symptome lassen sich in zwei Komplexen zusammenfassen, die unterschiedlich stark ausgeprägt sein können. Der erste Komplex umfasst allgemeine Entzündungsreaktionen wie Fieber, Nachtschweiß, allgemeines Krankheitsgefühl, Gewichtsverlust und Gliederschmerzen und kann über Jahre andauern. Die entstehenden Gefäßeinengungen, vorwiegend im Aortenbogen und seinen abgehenden Gefäßen, führen zu den Symptomen des zweiten Komplexes: Durchblutungsstörungen der Extremitäten, Schwindel, Ohnmachtsanfälle, Sehstörungen, Schlaganfall und Bluthochdruck.

## Pathogenese
Die Takayasu-Arteriitis ist eine Vaskulitis der größeren Gefäße und befällt bevorzugt die großen Arterien vom elastischen Typ. Die Granulome bilden sich vor allem in der mittleren Schicht der Gefäßwand, die dadurch zerstört wird. Einsetzende Vernarbungsprozesse führen dann zu einer Einengung des Gefäßdurchmessers und damit zu einem Hindernis für den Blutstrom. Bedingt durch den hohen Druck, der in den herznahen Gefäßen herrscht, kann es langfristig jedoch auch zur Bildung von Aneurysmen (Aussackungen der Gefäßwand) kommen.

## Diagnose
Die vor allem radiologisch zu sichernde Diagnosestellung erfolgt anhand der ACR-Kriterien, von denen mindestens drei vorhanden sein müssen:
- Alter < 40 Jahre
- „Claudicatio“ der Extremitäten (vor allem der Arme)
- abgeschwächter oder fehlender Puls der Brachialarterien (daher auch pulseless disease)
- Blutdruckdifferenz zwischen beiden Armen > 10 mmHg (systolisch)
- Strömungsgeräusche über der Aorta oder Arteria subclavia (unter Nutzung der farbcodierten Duplexsonographie)
- Veränderungen im Arteriogramm bei der Angiographie der Aortenbogenäste

Im Gegensatz zur Granulomatose mit Polyangiitis finden sich bei der Takayasu-Arteriitis keine ANCA-Autoantikörper.

## Therapie
Die Gabe von Glucocorticoiden ist die medikamentöse Therapie der Wahl. Bei Rezidiven werden auch Immunsuppressiva wie Methotrexat, Azathioprin oder TNF-Blocker eingesetzt. Bei fortgeschrittenen Stenosen und rupturgefährdeten Aneurysmen kann ein gefäßchirurgischer Eingriff (PTCA, Bypass-Operation) notwendig werden. Zur Prognoseverbesserung kann die Gabe von Plättchenaggregationsinhibitoren und Antihypertensiva erfolgen.

## Prognose
Kardiale Komplikationen (Koronararterienverschluss, Herzklappendysfunktion) und sekundäre Hypertonien (etwa bei nekrotisierender Vaskulitis der Lungenarterien) können kritisch verlaufen.
Die Prognose der unbehandelten Takayasu-Arteriitis ist schlecht, kann jedoch durch die aktuelle Therapie entscheidend verbessert werden. Größere Studien aus Japan besagen, dass zwei Drittel der Patienten in einem stabilen Stadium gehalten werden können und schwerwiegende Komplikationen nur bei einem Viertel auftreten.